# Спортивна гімнастика на літніх Олімпійських іграх 2008 — Кінь (чоловіки)
Змагання у вправах на коні в рамках турніру зі спортивної гімнастики на літніх Олімпійських іграх 2008 року відбулись 17 серпня 2008 року в Пекінському державному палаці спорту. 

## Медалісти
| Золото           | Срібло               | Бронза                      |
| Сяо Цінь · Китай | Філіп Уде · Хорватія | Луїс Сміт · Велика Британія |

## Фінал
| Місце | Гімнаст                            | Складність | Виконання | Штраф | Сума    |
| ----- | ---------------------------------- | ---------- | --------- | ----- | ------- |
|       | Сяо Цінь (CHN)                     | 6.400      | 9.475     |       | 15.875  |
|       | Філіп Уде (CRO)                    | 6.400      | 9.325     |       | 15.725* |
|       | Луїс Сміт (GBR)                    | 6.700      | 9.025     |       | 15.725  |
| 4     | Ян Вей (CHN)                       | 6.200      | 9.250     |       | 15.450  |
| 5     | Томіта Хіроюкі (JPN)               | 6.100      | 9.275     |       | 15.375  |
| 6     | Кім Джі Хун (KOR)                  | 6.100      | 9.075     |       | 15.175  |
| 7     | Саша Артем'єв (USA)                | 6.300      | 8.675     |       | 14.975  |
| 8     | Жозе Луїс Фуентес Бустаманте (VEN) | 6.300      | 8.350     |       | 14.650  |

- Якщо у гімнастів однакова сума балів, то пріоритет у спортсмена з вищою оцінкою за виконання.

## Кваліфіковані гімнасти
| Місце | Гімнаст                            | Складність | Виконання | Штраф | Сума   |
| ----- | ---------------------------------- | ---------- | --------- | ----- | ------ |
| 1     | Сяо Цінь (CHN)                     | 6.400      | 9.600     |       | 16.000 |
| 2     | Жозе Луїс Фуентес Бустаманте (VEN) | 6.500      | 9.025     |       | 15.525 |
| 3     | Філіп Уде (CRO)                    | 6.400      | 9.075     |       | 15.475 |
| 4     | Ян Вей (CHN)                       | 6.100      | 9.325     |       | 15.425 |
| 5     | Луїс Сміт (GBR)                    | 6.500      | 8.825     |       | 15.325 |
| 6     | Саша Артем'єв (USA)                | 6.100      | 9.150     |       | 15.250 |
| 7     | Томіта Хіроюкі (JPN)               | 6.100      | 9.075     |       | 15.175 |
| 8     | Кім Джі Хун (KOR)                  | 6.100      | 9.075     |       | 15.175 |